# Promiscuous (singel)
Promiscuous, także znana jako Promiscuous Girl – piosenka pop/R&B stworzona przez Nelly Furtado, Timbaland, Nate Hills, Timothy Clayton na trzeci studyjny album Nelly Furtado, Loose (2006). Utwór wykonuje artystka w duecie z Timbalandem. Piosenka to konwersacja pomiędzy kobietą a mężyczyzną na temat promiskuityzmu.
„Promiscuous” został wydany jako pierwszy singel z albumu Loose (2006) w Ameryce Północnej w kwietniu 2006 roku. W pozostałych częściach świata jako drugi, oprócz Ameryki Łacińskiej, gdzie został wydany jako trzeci singel z albumu. Utwór spotkał się z wieloma pozytywnymi opiniami; zajął pierwsze miejsce na amerykańskiej liście przebojów Billboard Hot 100 i kanadyjskiej. Piosenka zdobyła również tytuł „Najlepszej Piosenki Pop” w roku 2006 magazynu Billboard, a była nominowana jako „Najlepsza Piosenka Pop Wykonywana w Duecie” podczas gali Grammy Awards i jako „Najlepszy Singel roku 2006” podczas gali Juno Awards.

## Wideoklip
Teledysk do singla reżyserowany był przez Little X. W obiektywie kamery można zobaczyć takie gwiazdy muzyki jak Justin Timberlake, Keri Hilson, czy modelkę Bria Myles.
Klip miał premierę dnia 3 maja 2006 roku w telewizji MTV podczas programu TRL. Na liście przebojów tego programu utwór przez dwa tygodnie okupował szczyt zestawienia. Teledysk ukazuje kobiety i mężczyzn dyskutujących przez telefon komórkowy o promiskuityzmie w różnych miejscach klubu. W czasie trwania klipu pojawiają się tancerze, tańcząc głównie wokół Furtado.

## Listy utworów i formaty singla
Międzynarodowy CD singel
1. „Promiscuous” (radio edit)
2. „Crazy” (Remake singla zespołu Gnarls Barkley / Na żywo dla Radio1)
3. „Promiscuous” (the Josh Desi remix)
4. „Promiscuous” (video)

Holenderski CD singel
1. „Promiscuous” (radio edit)
2. „Crazy” (Remake singla zespołu Gnarls Barkley / Na żywo dla Radio1)

Australijski CD singel
1. „Promiscuous” (radio edit)
2. „Undercover”
3. „Promiscuous” (the Josh Desi remix)
4. „Promiscuous” (video)

„Promiscuous (Remiksy) – EP (iTunes Digital Download)
1. „Promiscuous” (radio edit)
2. „Promiscuous” (Crossroads Vegas Mix)” feat. Mr. Vegas
3. „Promiscuous” (The Josh Desi Remix)
4. „Promiscuous” (Crossroads Mix Instrumental)
5. „Promiscuous” (The Josh Desi Remix Instrumental)
6. „Crazy” (Remake singla zespołu Gnarls Barkley / Na żywo dla Radio1)

## Remiksy utworu
- Promiscuous (Ralphi Rasario Dirty Vocal) (8:00)
- Promiscuous (Ralphi Rasario Dirty Vox Mix) (9:14)
- Promiscuous (Ralphi Rasario Dirty Dub) (9:11)
- Promiscuous (Ralphi Rasario Radio Edit) (3:43)
- Promiscuous (Ralphi’s Revisited Dub) (10:42)
- Promiscuous (Morel’s Pink Noise Vocal Mix) (6:43)
- Promiscuous (Morel’s Pink Noise Dub) (7:02)
- Promiscuous (Morel’s Pink Noise Edit) (3:37)
- Promiscuous (Richard Vission Rerub Mix) (5:54)
- Promiscuous (Richard Vission Rerub Edit) (3:48)
- Promiscuous (Axwell Remix) (6:03)
- Promiscuous (AlSween Remix) (4:09)
- Promiscuous (Bare Club Mix) (4:01)
- Promiscuous (Samuel Remix)
- Promiscuous (Sweden On Blast Certified Bananas Cut)
- Promiscuous (OrangeFuZzZ Slutty Radio Mix) (4:32)
- Promiscuous (Sam998899's Radio Mix) (3:59)
- Promiscuous (Billy Franks Re-Edit – Ralphi Rasario Dirty Vox Mix) (10:28)
- Promiscuous (Yianni Re-Edit – Ralphi Rasario Dirty Vocal) (8:24)
- Promiscuous (The Josh Desi Remix) (4:36)
- Promiscuous (The Josh Desi Remix Instrumental) (4:36)
- Promiscuous (John P. Girl Mix) (4:24)
- Promiscuous (John P. Girl Mix Instrumental) (4:24)

## Pozycje na listach
| Lista przebojów (2006)          | Najwyższa pozycja |
| ------------------------------- | ----------------- |
| Australia Singles Chart         | 2                 |
| Austria Singles Chart           | 12                |
| Belgia Singles Chart            | 6                 |
| Brazylia Singles Chart          | 5                 |
| Kanada Singles Chart            | 1                 |
| Kanada Airplay Chart            | 2                 |
| Holandia Top 40                 | 1                 |
| Francja Singles Chart           | 15                |
| Niemcy Singles Chart            | 6                 |
| Irlandia Singles Chart          | 5                 |
| Włochy Singles Chart            | 8                 |
| Ameryka Łacińska Top 40 Airplay | 13                |

| Lista przebojów (2006)            | Najwyższa pozycja |
| --------------------------------- | ----------------- |
| Meksyk Singles Chart              | 13                |
| Nowa Zelandia Singles Chart       | 1                 |
| Norwegia Singles Chart            | 3                 |
| Portugalia Singles Chart          | 2                 |
| Szwecja Singles Chart             | 16                |
| Szwajcaria Singles Chart          | 6                 |
| Wielka Brytania Singles Chart     | 3                 |
| United World Chart                | 4                 |
| USA Billboard Hot 100             | 1                 |
| USA Billboard Pop 100             | 1                 |
| USA Billboard Hot Dance Club Play | 1                 |
| USA Billboard Rhythmic Top 40     | 2                 |